# François-Guillaume Lorrain
Pour les articles homonymes, voir Lorrain (homonymie).
François-Guillaume Lorrain, né à Boulogne-Billancourt le 20 juillet 1970, est un journaliste, écrivain et traducteur français.
Rédacteur en chef des pages Histoire de l'hebdomadaire Le Point, François-Guillaume Lorrain est un ancien élève de l’École normale supérieure (1989), agrégé de lettres modernes, auteur d'une dizaine de romans et d'enquêtes, il est également traducteur d'œuvres italiennes et allemandes.

## Publications
- L'Élève troublé, Fayard, 1995.
- L'Équipier, Fayard, 1997.
- Les Enveloppes, Stock, 1999.
- Prolongations, Le Castor astral, 2002.
- L'Homme de Lyon, Grasset, 2011.
- Les Enfants du cinéma, Grasset, 2011.
- L’Année des volcans, Flammarion, 2014 (prix du salon du livre de poche, prix de la revue Transfuge)
- Ces lieux qui ont fait la France, Fayard, 2015 (prix du Guesclin)
- Vends maison de famille, Flammarion, 2016.
- Le Garçon qui courait, Sarbacane, 2017 (prix Jules Rimet de littérature sportive, prix Sportscriptum des Journalistes Sportifs, prix NRP, prix du roman historique pour la jeunesse)
- dir. avec Patrice Gueniffey, Les grandes décisions de l'histoire de France, Perrin / Le Point, 2018, 408 p.
- Vous êtes de la famille ?, à la recherche de Jean Kopitovitch, Flammarion, 2019 (prix du Livre d'Histoire contemporaine, Lire la société).
- Louis XIV, l'enfant-roi, éditions XO, 2020.
- Révolutions françaises, du Moyen Âge à nos jours (dir. avec Patrice Gueniffey), Perrin / Le Point, 2020.
- Ces autres lieux qui ont fait la France, Fayard, 2021.
- Scarlett, Flammarion , 2022, 320 p., prix des Romancières, prix de la ville de Vannes, prix Historia (roman historique, sur la genèse d'Autant en emporte le vent).
- Le Temps des Trahisons, éditions XO, 2023.
- « Il fallait bien les aider », Quand des justes sauvaient des juifs en France, Flammarion, 2024. (finaliste du prix Renaudot essai, prix Guizot, prix d'Histoire de l'Académie Française)
- Roues Libres, éditions du Cerf, 2025.

## Récompenses
En 2017, il reçoit le prix Jules Rimet Sport et littérature et le prix Sport Scriptum qui récompense le meilleur ouvrage de l'année consacré au sport, remis par l'Union des journalistes de sport en France et la FDJ, pour son ouvrage Le garçon qui courait.